# Hjalmar Branting
Karl Hjalmar Branting (Estocolmo, 23 de noviembre de 1860 – 24 de febrero de 1925) fue un político sueco, líder del Partido Socialdemócrata Sueco (SAP) desde 1907 hasta su muerte en 1925, y tres veces primer ministro de Suecia. Cuando Branting llegó al poder en las elecciones generales suecas de 1920, fue el primer primer ministro socialdemócrata de Suecia. Al asumir el cargo para un segundo mandato tras las elecciones generales de 1921, se convirtió en el primer jefe de Gobierno socialdemócrata de Europa Occidental elegido por sufragio universal. Uno de los primeros partidarios de la socialdemocracia moderna y el socialismo democrático, dirigió al SAP en su transformación de movimiento socialista radical a partido dominante de Suecia; los socialdemócratas han sido el partido más grande de Suecia en todas las elecciones desde 1914, y formaron gobierno durante 44 años ininterrumpidos, de 1932 a 1976.
En 1921, Branting compartió el Premio Nobel de la Paz con el secretario general noruego de la Unión Interparlamentaria Christian Lous Lange.

## Biografía
Hijo del profesor Lars Gabriel Branting y de la noble y pianista Emma af Georgii, Branting se educó en Estocolmo y en la Universidad de Uppsala. Desarrolló una formación científica en astronomía matemática y fue asistente en el Observatorio de Estocolmo, pero abandonó su dedicación al trabajo científico para convertirse en periodista en 1884 y comenzó a editar los periódicos Tiden y Social-Demokraten. Este último era medio de comunicación oficial del Partido Socialdemócrata Sueco. Su decisión de publicar un artículo del socialista más radical Axel Danielsson, un artículo denunciado por sus oponentes como insultante para las sensibilidades religiosas, resultó en condenas políticas por blasfemia y encarcelamiento para ambos hombres. Branting fue encarcelado durante tres meses en 1888.
Junto con August Palm, Branting fue uno de los principales organizadores del Partido Socialdemócrata Sueco en 1889. Fue su primer Diputado a partir de 1896 y durante seis años el único.
En los primeros años del siglo XX, Branting lideró a los socialdemócratas en su oposición a una guerra para obligar a Noruega a permanecer en unión personal con Suecia. Cuando se produjo crisis de 1905, acuñó el lema «¡Manos fuera de Noruega, rey!». Los socialdemócratas organizaron la resistencia a una llamada a filas de las reservas e hicieron los preparativos para una huelga general contra una guerra; los historiadores aclaman ahora este hecho como un factor importante para la independencia pacífica de Noruega. En 1908 Branting fundó una revista política teórica mensual titulada Tiden, que aún se publica.
Branting aceptó el revisión del marxismo de Eduard Bernstein y se convirtió en un reformista socialista, abogando por una transición pacífica del capitalismo hacia el socialismo. Creía que si se concedía el voto a los trabajadores a través del sufragio universal, la legislación socialista podría aprobarse en el Riksdag. Branting apoyó la Revolución de Febrero en Rusia en 1917. Apoyó a los moderados mensheviques frente a los más extremistas bolcheviques de Lenin y defendió el gobierno de Alexander Kerensky, a quien incluso visitó personalmente en Petrogrado. Cuando estalló la Revolución de Octubre en el invierno de ese año, Branting condenó la toma del poder por los bolcheviques. En 1917 se produjo una escisión en el Partido Socialdemócrata Sueco a causa de esta cuestión, y la Joven Izquierda (Suecia) y las secciones revolucionarias del partido se separaron y formaron el Partido Socialdemócrata de Izquierda de Suecia, dirigido inicialmente por Zeth Höglund, que pronto se reorganizó como Partido Comunista Sueco. Höglund regresó más tarde al Partido Socialdemócrata tras la muerte de Branting, y escribió una biografía de Branting en dos volúmenes.
Como primer ministro, Branting introdujo a Suecia en la Sociedad de Naciones y actuó personalmente como delegado en ella. Cuando se planteó la cuestión de si Åland debía ser entregada a Suecia tras la independencia de Finlandia de la Rusia, dejó que la Sociedad decidiera sobre la cuestión; las islas se convirtieron en una región autónoma de Finlandia. Fue galardonado con el Premio Nobel de la Paz en 1921 por su labor en la Sociedad de Naciones, compartiendo el premio con el noruego Christian Lous Lange.
Branting murió en Estocolmo a la edad de 64 años el 24 de febrero de 1925, cuatro meses después de ser investido para un tercer mandato como primer ministro tras la victoria del SAP en las elecciones generales de 1924. Le sucedió como primer ministro Rickard Sandler; Per Albin Hansson se convirtió en presidente del partido y más tarde fue primer ministro de 1932 a 1946.